# Národní park Susita
Národní park Susita (hebrejsky: גן לאומי סוסיתא, Gan le'umi Susita, známo též pod řeckým jménem Hippos nebo Antiochia Hippos) je archeologická lokalita a národní park v Izraeli, v Severním distriktu na úpatí Golanských výšin.

## Geografie
Leží v nadmořské výšce okolo 50 metrů na svazích Golanských výšin nedaleko od východního břehu Galilejského jezera, do kterého na jižní straně lokality ústí vádí Nachal Susita. Park se nachází cca 12 kilometrů východně od města Tiberias, cca 2 kilometry východně od vesnice Ejn Gev.

## Popis parku
Národní park je významnou archeologickou lokalitou. Nacházejí se tu zbytky římského osídlení. Pokračující archeologické výzkumy tu odhalily byzantský kostel. Na výzkumu lokality se podílí Haifská univerzita. Jde o jedno ze dvou měst Decapolis na území dnešního Izraele.